# Ходаківський Євгеній Іванович
Євгеній Іванович Ходаківський (1 травня 1939, с. Купеч, Коростенський район, Житомирська область — 15 березня 2024. Житомир) — український вчений-економіст, доктор економічних наук, заслужений діяч науки і техніки України, професор, автор монографій та навчальних посібників,  професор кафедри економічної теорії та інтелектуальної власності Поліського національного університету, нагороджений нагрудним знаком Петра Могили.
Ранні роки
Народився Євгеній Ходаківський у мальовничому селі Купеч на Житомирщині 1 травня 1939 року. Дитячі роки пройшли у глибині української природи, яка згодом сформувала його любов до сільського господарства. У 1956 році він закінчив Хотинівську середню школу, а згодом вступив до Білоцерківського сільськогосподарського інституту, де отримав кваліфікацію агронома (1961 рік).
Початок кар’єри
Перші кроки у професії Євгеній Іванович зробив як агроном-інспектор на Житомирщині. Він проявляв себе як компетентний та відданий справі фахівець. Прагнення до нових знань та рішень привело його до наукової діяльності.
1961–1972 — працював агрономом-інспектором, займав посади в радгоспах, був секретарем районних комітетів комсомолу у Житомирській області.
•	1972–1974 — старший науковий співробітник Житомирської обласної сільськогосподарської станції.
•	1974–1977 — навчався в аспірантурі Українського науково-дослідного інституту економіки та організації сільського господарства ім. А. Г. Шліхтера.
•	1977 — захистив кандидатську дисертацію на тему «Резерви підвищення ефективності праці в картоплярстві».
•	1979–1981 — проректор з підвищення кваліфікації в Житомирському сільськогосподарському інституті.
•	1982–1992 — завідувач відділу економіки Інституту сільського господарства Нечорноземної зони України УААН.
•	1992 — захистив докторську дисертацію на тему «Організаційно-економічні аспекти управління працею у первинних структурах сільськогосподарського виробництва».
Наукова діяльність
Євгеній Ходаківський був не лише дослідником, але й видатним автором, який залишив багату спадщину. Його роботи, серед яких монографії, навчальні посібники та підручники, стали основою для багатьох поколінь науковців і студентів.
•	"Моделі внутрігосподарської оренди" (1992).
•	"Економіка та менеджмент праці" (2004).
•	"Методологія наукових досліджень в парадигмі синергетики" (2008). 
•	"Психологія управління" (2011).
•	"Інтелектуальна власність" (2014) 
•	"Державна політика реалізації туристичного потенціалу України" (2022)
Його роботи присвячені питанням економіки, менеджменту та інноваційної діяльності.
Визнання та нагороди
З 2002 р. обіймав посаду штатного завідувача кафедри економіки АПК, а з 2005 р. до останніх днів життя – професор кафедри економічної теорії Поліського національного університету.
У 2007 році нагороджений нагрудним знаком «Петро Могила».
Указом Президента України від 16 січня 2009 року, з нагоди Дня Соборності України, за визначний внесок у зміцнення єдності українського народу, розвиток демократичних, соціальних та правових засад державності, було присвоєно почесне звання заслуженого діяча науки і техніки України.
У 2009 році присвоєно звання почесного професора Житомирського державного технологічного університету
25 січня 2013 року рішенням Атестаційної колегії Міністерства освіти і науки, молоді та спорту України присвоєно вчене звання професора кафедри економічної теорії.
Загальна кількість праць складає  більше 155 публікацій, з них – 52 наукові (у тому числі 43 – у фахових виданнях) та 103 – навчально-методичного характеру. Після захисту докторської дисертації опубліковано 95 праць, у тому числі – підручник, два навчальних посібники з грифом Міністерства освіти і науки України.
Під його керівництвом успішно захищено одну докторську та 12 кандидатських дисертацій. До останніх своїх днів здійснював керівництво роботою над 7 кандидатськими дисертаціями та консультував здобувачів наукового ступеня доктора наук. Виконував обов’язки заступника голови спеціалізованої вченої ради Д 14.083.02 із захисту дисертацій на здобуття наукових ступенів доктора і кандидата економічних наук у Житомирському національному агроекологічному університеті.
Також був членом спеціалізованої вченої ради Д 05.854.03 у Вінницькому національному аграрному університеті.
Має 29-річний педагогічний стаж у закладах вищої освіти III–IV рівнів акредитації, з яких 22 років присвячені роботі у Житомирському національному агроекологічному університеті (Поліський національний університет). 
Досвід наукової діяльності складає 53 роки.
Присвячував багато часу літературній творчості, опублікувавши дві збірки поезій, одна з яких була створена у співпраці з молодими поетами-економістами Житомирського державного технологічного університету. 
З 2012 року входив до складу президії Житомирського обласного осередку Всеукраїнського товариства «Просвіта» імені Тараса Шевченка. 
У 2013 році був обраний делегатом IX з’їзду цього товариства, активно сприяючи його діяльності та культурному розвитку.
Заснував новий науковий напрям у методології досліджень – синергетичний аналіз і прогнозування функціонування складних дисипативних економічних та соціальних систем. Автор семи монографій, присвячених методології економічної синергетики, серед яких особливе визнання отримала праця «Методологія наукових досліджень в парадигмі синергетики». Ця книга здобула диплом за перше місце серед найкращих наукових робіт 2008 року в номінації «Підручник, посібник» за версією Української академії аграрних наук у сфері економіки, зокрема мікро- та макроекономіки. У 2011 році вперше в Україні видав підручник «Психологія управління» (видавництво «ЦУЛ»), рекомендований Міністерством освіти і науки України для студентів закладів вищої освіти. Загалом є автором 17 наукових монографій, серед яких вирізняється «Праксеологічні підходи в менеджменті», на основі якої у 2007 році Ю. В. Богоявленська захистила кандидатську дисертацію в Національній академії зв’язку ім. О. С. Попова.
Пам’ять
Його життєвий шлях завершився 15 березня 2024 року вдома у місті Житомир, але його ідеї та внесок залишаються живими. 
У 2025 році в Поліському національному університеті планується встановлення меморіальної дошки, щоб увіковічнити пам’ять цієї видатної особистості.
Євгеній Іванович Ходаківський — це ім’я, яке назавжди залишиться в історії української науки, як символ працьовитості, інтелекту та любові до рідної землі.

Хронологічний покажчик публікацій 
1976
1. Ходаківський Є. І. Резерви використання робочого часу в картоплярстві /
Є. І. Ходаківський, В. П. Хоменко // Вісн. с.-г. науки. – 1976. – № 12. –
С. 86–90.
1977
2. Ходаковский Е. И. Эффективность труда в картофелеводстве и резервы ее
повышения: (на примере колхозов Житомир. обл.) : автореф. дис. на
соискание учен. степени канд. экон. наук : 08.00.05 / Е. И. Ходаковский. –
К., 1977. – 26 с.
3. Ходаківський Є. І. Продуктивність праці в картоплярстві закритого
району / Є. І. Ходаківський // Економіка і організація сіл. госп-ва. – 1977. –
Вип. 53. – С. 19–22.
1978
4. Миненко В. Производство говядины в полесском колхозе / В. Миненко,
М. Бачичук, Е. Ходаковский // Молочное и мясное скотоводство. – 1978. –
№ 114. – С. 19–20.
5. Ущаповский А. Я. Стабильное производство картофеля /
А. Я. Ущаповский, Е. И. Ходаковский // Земледелие. – 1978. – № 2. –
С. 44–45.
6. Ходаківський Є. І. Підвищення ефективності праці в картоплярстві /
Є. І. Ходаківський // Вісн. с.-г. науки. – 1978. – № 6. – С. 88–92.
1982
7. Методические рекомендации по внедрению научно обоснованной системы
земледелия в хозяйствах Житомирской области / [С. А. Антонюк,
В. И. Семенюк, Е. И. Ходаковский и др.] ; под рук. М. А. Ключника,
А. Ф. Смаглия ; Обл. упр. сел. хоз-ва, НИИСХ Нечерноземной зоны
УССР. – Житомир : Коростенская тип., 1982. – 212 с.
1983
8. Методические рекомендации по организации коллективного подряда в
сельскохозяйственных предприятиях Житомирской области / А. Р. Палий,
Н. В. Паламарчук, М. Д. Тимошенко, Е. И. Ходаковский ; под ред.
В. П. Славова. – Житомир : Областная тип., 1983. –17 с.
9. Методические рекомендации по организации постоянных и временных
подрядных подразделений и управлении качеством труда в
кормопроизводстве / В. И. Семенюк, М. Д. Тимошенко, Е. И. Ходаковский
[и др.]. – Житомир : Областная тип., 1983. – 18 с.
15
10. Ходаковский Е. И. Дневник качества работы : метод. указания для
подрядного коллектива / Е. И. Ходаковский. – Коростень : Гортипография,
1983. – 30 с.
11. Ходаковский Е. И. Материальное стимулирование качества труда /
Е. И. Ходаковский // Тезисы докл. Респ. науч.-практ. конф.– К., 1983. –
С. 33–38.
12. Ходаковский Е. И. Методические рекомендации по выращиванию высоких
урожаев сельскохозяйственных культур в хмелесовхозах Лугинского,
Олевского районов / Е. И. Ходаковский. – Житомир, 1983. – 28 с.
13. Ходаковский Е. И. Методическое положение по системе оперативного
управления качеством труда руководителей и специалистов селекционных
предприятий НИИСХ НЗ УССР / Е. И. Ходаковский. – Коростень :
Гортипография, 1983. – 10 с.
14. Ходаковский Е. И. Основное внимание качеству труда /
Е. И. Ходаковский // Механізація сільського госп-ва. – 1983. – № 8. –
С. 41–46.
15. Ходаковский Е. И. Повышение качества труда – важный резерв роста его
эффективности / Е. И. Ходаковский // Тезисы докл. Респ. науч.-практ.
конф. – К., 1983. – С. 23–24.
16. Ходаковский Е. И. Рекомендации по повышению продуктивности и
устойчивости зернового хозяйства в совхозах Житомирской области /
Е. И. Ходаковский. – Житомир, 1983. –36 с.
17. Ходаковский Е. И. Управление качеством труда в подрядном коллективе /
Е. И. Ходаковский. – Житомир : ЦНТИ, 1983. – 2 с. – (Информ. листок).
1984
18. Жидецький С. М. Без додаткових затрат / С. М. Жидецький,
Є. І. Ходаківський // Тваринництво України. – 1984. – № 1. – С. 24.
19. Методические рекомендации по организации коллективного подряда в
животноводческих подразделениях колхозов и совхозов Житомирской
области / А. Р. Палий, Е. И. Ходаковский, М. Д. Тимошенко, В. П. Марчук ;
под ред. В. П. Славова. – Житомир : Областная тип., 1984. – 24 с.
20. Ходаковский Е. И. Методические рекомендации по рациональному
использованию осушенных земель в хозяйствах Житомирской области /
Е. И. Ходаковский. – Житомир, 1984. – 47 с.
21. Ходаковский Е. И. Методические указания по оценке качества
механизированных работ в растениеводстве / Е. И. Ходаковский. –
Коростень : Гортипография, 1984. – 26 с.
22. Ходаковский Е. И. Методическое положение по коллективному подряду в
животноводческом подразделении, применяющем повременное
авансирование / Е. И. Ходаковский. – Коростень : Гортипография, 1984. – 15 с.
23. Ходаковский Е. И. Методическое положение по применению
коллективного подряда в животноводческом подразделении, работающем
16
на единый наряд / Е. И. Ходаковский. – Коростень : Гортипография,
1984. – 11 с.
24. Ходаковский Е. И. Методическое положение по применению коллективного
подряда в механизированной бригаде работающей на единый наряд /
Е. И. Ходаковский. – Коростень : Гортипография, 1984. – 10 с.
25. Ходаковский Е. И. Методическое положение по применению
коллективного подряда в специализированном звене / Е. И. Ходаковский. –
Коростень : Гортипография, 1984. – 8 с.
26. Ходаковский Е. И. Методическое положение по применению подряда в
коллективе механизированного отряда с аккордно-премиальной оплатой
труда и повременным авансированием / Е. И. Ходаковский. – Коростень :
Гортипография, 1984. – 9 с.
27. Ходаковский Е. И. Положение об управлении качеством труда
руководителей хозяйств Коростенского района / Е. И. Ходаковский. –
Коростень : Гортипография, 1984. – С. 9–10.
28. Ходаковский Е. Совершенствуем коллективный подряд / Е. Ходаковский //
Экономика сельского хозяйства. – 1984. – № 5. – С. 84–86.
1985
29. Ходаковский Е. И. Комплексное измерение эффективности труда /
Е. И. Ходаковский // Повышение эффективности сельскохозяйственного
производства в условиях его перевода на интенсивный путь развития : тез.
докл. респ. науч.-практ. конф. – Житомир, 1985. – С. 64–65.
1986
30. Ходаковский Е. И. Комплексное измерение эффективности труда /
Е. И. Ходаковский // Тезисы докл. науч.-произв. конф. молодых ученых.–
Х., 1986. – С. 39–43.
31. Ходаковский Е. И. Методические рекомендации по управлению качеством
работ в подрядных коллективах / Е. И. Ходаковский. – Коростень :
Гортипография, 1986. – С. 25–50.
32. Ходаковский Е. И. Формирование распределений в бригаде /
Е. И. Ходаковский // Тезисы докл. науч.-произв. конф. молодых ученых. –
Х., 1986. – С. 24–27.
1987
33. Васянович Н. П. Авансирование по единому наряду: (опыт хоз-в
Коростенского РАПО Житомирской обл.) / Н. П. Васянович,
Е. И. Ходаковский // Планирование и учет в с.-х. предприятиях. – 1987. –
№ 6. – С. 28–30.
34. Пустовит П. И. Контроль качества управленческого труда / П. И. Пустовит,
С. Н. Жидецкий, Е. И. Ходаковский // Животноводство. – 1987. – № 3. –
С. 12–14.
17
35. Тіпізація сільськогосподарських підприємств на осушених землях УРСР /
Є. І. Ходаківський, М. Г. Хом’як, А. Р. Вольф, Н. В. Кобець // Вісн. с.-г.
науки. – 1987. – № 11. – С. 16–18.
36. Ходаковский Е. И. Оперативное управление качеством труда в условиях
подряда / Е. И. Ходаковский // Экономика и организация сельского
хозяйства. – 1987. – № 80. – С. 21–27.
37. Ходаковский Е. И. Социально-экономическое управление в подрядных
формированиях / Е. И. Ходаковский // Ускорение социальноэкономического развития АПК : тез. докл. респ. семинара. – К., 1987. –
С. 45–47.
38. Ходаковский Е. И. Управление качеством труда в подрядных коллективах
животноводов / Е. И. Ходаковский // Тез. докл. науч.-практ. респ. конф.
молодых ученых. – Х., 1987. – С. 19–20.
1988
39. Научно-обоснованная система земледелия Житомирской области /
[А. С. Малиновский, Н. К. Цыганок, Е. И. Ходаковский и др.] ; НИИСХ
Нечерноземной зоны УССР, Обл. упр. НТО агропром. комплекса. –
Житомир : Облполиграфиздат, 1988. – 266 с.
40. Основные направления специализации и размеры производства в
сельскохозяйственных предприятиях на осушенных землях
Нечерноземной зоны Украинской ССР/ Е. И. Ходаковский, М. Г. Хомяк,
Н. В. Вождай, Н. В. Кобец // Экономика и орг. сел. хоз-ва. – 1988. –
Вып. 82. – С. 97–101.
41. Ходаківський Є. Удосконалення підряду на основі управління якістю
праці / Є. Ходаківський // Економіка Радянської України. – 1988. – № 6. –
С. 92–93.
42. Ходаковский Е. Безубыточность – основной принцип хозрасчета /
Е. Ходаковский // АПК: экономика, управление. – 1988. – № 7. – С. 88–89.
43. Ходаковский Е. И. Единство экономической и социальной оценки работы
кадров / Е. И. Ходаковский, С. Н. Жидецкий // Повышение роли молодых
ученых и специалистов в совершенствовании экономического механизма
хозяйствования : тез. докл. респ. науч.-практ. конф. – Одесса, 1988. –
Вып. 2. – С. 65–66.
44. Ходаковский Е. И. Подряд, норма, качество / Е. И. Ходаковский //
Экономическая газета. – 1988. – № 4. – С. 26–32.
45. Ходаковский Е. И. Подрядные формирования в Нечерноземье Украины /
Е. И. Ходаковский, Н. А. Каленский // Земледелие. – 1988. – № 8. – С. 56–57.
1989
46. Методические рекомендации по разработке и освоении научнообоснованных систем ведения сельского хозяйства в колхозах и совхозах
Украинской ССР / В. И. Бойко, А. Ф. Смаглий, Е. И. Ходаковский [и др.] ;
УкрНИИЄОСХ им. А. Г. Шлихтера. – К. : Урожай, 1989. – 119 с.
18
47. Оптимизация коллектива высокопроизводительности труда /
Е. И. Ходаковский, Н. А. Каленский, А. А. Дуб, В. П. Марчук //
Агропромышленному комплексу Полесья УССР – научное обеспечение :
тез. докл. науч.-практ. конф. – Житомир, 1989. – Ч. 1 : Совершенствование
хозяйственного механизма и экон. отношений на селе. – С. 100–101.
48. Структура управления арендными подразделениями / Е. И. Ходаковский,
А. Р. Вольф, Н. П. Васянович, В. И. Романенко // Агропромышленному
комплексу Полесья УССР – научное обеспечение : тез. докл. науч.-практ.
конф. – Житомир, 1989. – Ч. 1 : Совершенствование хозяйственного
механизма и экон. отношений на селе. – С. 20–22.
49. Ходаковский Е. И. Единство принципов внутрихозяйственного расчета /
Е. И. Ходаковский // Вестн. с.-х. науки. – 1989. – № 12. – С. 3–8.
50. Ходаковский Е. И. Методические аспекты управления эффективностью и
качеством труда в арендных формированиях / Е. И. Ходаковский // Тезисы
докл. науч.-практ. конф. – Житомир, 1989. – С. 44–45.
51. Ходаковский Е. И. Проблемы эффективности трудовых затрат в
льноводстве / Е. И. Ходаковский // Тезисы докл. науч.-практ. конф. –
Житомир, 1989. – С. 11–13.
52. Ходаковский Е. И. Управление подрядными и кооперативными
формированиями / Е. И. Ходаковский, Н. А. Каленский, Н. Д. Верновская //
Экономика и организация сельского хозяйства. – 1989. – Вып. 85. – С. 77–81.
1990
53. Ходаковский Е. Моделирование внутрихозяйственной аренды /
Е. Ходаковский, А. Вольф, Н. Каленский // АПК: экономика, управление. –
1990. – № 11. – С. 89–94.
54. Ходаковский Е. И. Совершенствование внутрихозяйственных арендных
отношений / Е. И. Ходаковский // Экономика и организация сельского
хозяйства. – 1990. – Вып. 86. – С.97–99.
1991
55. Економічне вирівнювання умов господарювання орендних підрозділів /
Е. І. Ходаківський, А. Р. Вольф, М. О. Каленський, Н. П. Васянович //
Економіка і організація сільського господарства. – 1991. –Вип. 89. –С. 54–61.
56. Моделі внутрігосподарської оренди / Є. Ходаківський, А. Вольф,
М. Каленський, В. Романенко // Тваринництво України. – 1991. – № 2. –
С. 28–31.
57. Оптимальный состав арендного подразделения и крестьянского хозяйства /
Е. И. Ходаковский, Н. А. Каленский, А. Р. Вольф, Н. В. Вождай //
Земледелие. – 1991. – № 6. – С. 30–32.
58. Рекомендации по производственным и научно-производственным
системам и экономическим взаимоотношениям их участников /
Е. И. Ходаковский [и др.]. – К. : Урожай, 1991. – 76 с.
19
59. Ходаківський Є. І. Удосконалення орендних відрахувань /
Є. І. Ходаківський // Вісн. аграр. науки. – 1991. – № 1. – С. 29–30.
60. Ходаковский Е. И. К проблеме оценки эффективности и качества труда /
Е. И. Ходаковский // Проблемы экономики труда и социального развития
села : материалы Всесоюз. координац. науч.-метод. совещ. – К., 1991. –
С. 78–80.
61. Ходаковский Е. И. Моделирование внутрихозяйственной структуры
арендного подразделения / Е. И. Ходаковский // Проблемы экономики
труда и социального развития села: материалы Всесоюз. координац. науч.-
метод. совещ. – К., 1991. – С. 112–114.
62. Ходаковский Е. И. Управление эффективностью труда арендаторов /
Е. И. Ходаковский // Проблемы экономики труда и социального развития
села : материалы Всесоюз. координац. науч.-метод. совещ. – К., 1991. –
С. 22–25.
1992
63. Ходаківський Є. І. Моделі внутрігосподарської оренди : монографія /
Є. І. Ходаківський. – Житомир : Облкниговидав, 1992. –115 с.
64. Ходаківський Є. І. Теоретичні аспекти відтворення інтересів та середовища
проживання людей на допустимо забрудненій території /
Є. І. Ходаківський // Зб. наук. пр. з проблем радіології. – К. : Урожай,
1992. – С. 3–7.
65. Ходаковский Е. И. Организационно-экономические аспекты управления
трудом в первичных структурах сельскохозяйственного производства
(регион Нечерноземья Украины. Новые условия хозяйствования) : автореф.
дис. на соискание учен. степени д-ра экон. наук : 08.00.05 /
Е. И. Ходаковский ; УНИИ экономики агропром. пр-ва им.
А. Г. Шлихтера. – К., 1992. – 47 с.
1993
66. Бугуцький О. А. Ціна селянської праці / О. А. Бугуцький,
Є. І. Ходаківський, І. Г. Голляка // Мотивація праці та формування ринку
робочої сили : [монографія] / за ред. П. Т. Саблука, О. А. Бугуцького. – К. :
Урожай, 1993. – Розд. 6.4. – С. 280–284.
1994
67. Ходаківський Є. І. Пріоритет сільськогосподарської праці (Концептуальні
основи відтворення аграрія в системі ринкових відносин) /
Є. І. Ходаківський, В. П. Ситник // Вісн. аграр. науки. – 1994. – № 1. –
С. 54–64.
1995
68. Ходаківський Є. Еквіваленти ціни праці в механізмі регулювання ринку :
концептуальні основи активізації виробничої сфери та виходу з кризи /
Є. Ходаківський // Економіка України. – 1995. – № 5. – С. 44–50.
20
69. Ходаківський Є. І. Теоретичні основи побудови концепції відтворення
сільськогосподарського виробництва на забруднених територіях /
Є. І. Ходаківський // Вісн. аграр. науки. – 1995. – № 1 – С. 3–7.
1996
70. Ходаківський Є. І. Моделювання відновлення виробництва в
Чорнобильському регіоні / Є. І. Ходаківський // Економіка АПК. – 1996. –
№ 8. – С. 86–90.
71. Ходаковский Е. И. Моделирование безвредной производственной среды в
зоне радиационного загрязнения / Е. И. Ходаковский // Проблемы
сельскохозяйственной радиоэкологии: 10 лет спустя после аварии на
ЧАЕС : тезисы докл. ІІ Междунар. конф., 12–14 июня 1996 г. / под ред.
В. П. Славова, отв. за вып. В. М. Положенец ; Гос. агроэкол. акад.
Украины. – Житомир, 1996. – С. 90–93.
1997
72. Ходаківський Є. Макроменеджмент / Є. Ходаківський // Економіка
України. – 1997. – № 3. – С. 93.
1998
73. Ходаківський Є. І. Ефективне використання виробничого потенціалу на
основі статусу вільної економічної зони / Є. І. Ходаківський,
О. В. Котвицька, В. В. Петричук // Вісн. ЖІТІ. Сер. Екон. науки. – 1998. –
№ 8. – С. 260–263.
74. Ходаківський Є. І. Методичні підходи до визначення ефективності
управлінських комунікацій / Є. І. Ходаківський, О. В. Муравська,
Г. В. Осовська // Вісн. ЖІТІ. Сер. Екон. науки. – 1998. – № 8. – С. 171–173.
75. Ходаківський Є. І. Методичні рекомендації для написання курсової роботи
з курсу «Організація сільськогосподарського виробництва» на тему
«Аналіз і організація перспектив виробництва екологічно чистої продукції
рослинництва в с.-г. підприємствах різних форм господарювання» : для
студ. стац. і заоч. форм навч. спец. «Агрономія» / Є. І. Ходаківський. –
Житомир : ДААУ, 1998. – 16 с.
76. Ходаківський Є. І. Мультиплікація потужних грошей / Є. І. Ходаківський,
С. І. Кобилянський, В. М. Цисар // Вісн. ЖІТІ. Сер. Екон. науки. – 1998. –
№ 8. – С. 195–199.
2000
77. Пила В. Життєздатна концепція розвитку організацій / В. Пила,
Є. Ходаківський // Економіка України. – 2000. – № 5. – С. 92. – Рец. на кн. :
Осовська Г. В. Основи менеджменту : навч. посіб. / Г. В. Осовська. –
Житомир : ЖІТІ, 1998. – 600 с.
21
78. Положенець О. В. Ринок картоплі: стан та перспективи / О. В. Положенець,
Є. І. Ходаківський, В. М. Положенець // Вісн. Держ. агроекол. акад.
України. – 2000. – Спец. вип. (жовт.). – С. 68–69.
79. Ходаківський Є. І. Земля в товарообігу / Є. І. Ходаківський,
А. Ф. Сингаївський // Проблеми реформування ринкової економіки. – К. :
КНЕУ, 2000. – Спец. вип. : Реструктуризація аграрних підприємств і
земельна реформа: стан, проблеми, перспективи. – С. 259–260.
2001
80. Ходаківський Є. І. Активізація виробництва на основі ринку землі /
Є. І. Ходаківський // Нова економічна парадигма формування стратегії
національної продовольчої безпеки України у ХХІ столітті : матеріали ІІІ
річ. зборів Всеукр. конгр. вчених економістів-аграрників, 29-30 берез.
2001 р. – К. : Ін-т аграр. економіки УААН, 2001. – С. 321–323.
81. Ходаківський Є. І. Праксеологічні підходи в менеджменті : навч.-метод.
посіб. / Є. І. Ходаківський, І. В. Кучерук, Ю. В. Богоявленська ; ред.
І. Г. Грабар. – Житомир : ЖІТІ, 2001. – 108 с.
82. Ходаківський Є. І. Шість основних «ЗА» зрозумілого Інтернетмаркетингу / Є. І. Ходаківський, Ю. В. Богоявленська // Сучасна концепція
маркетингу і її реінтерпритація в умовах перехідного суспільства :
матеріали міжнар. наук.-практ. конф., 24-25 трав. 2001 р. / Харків. ін-т
бізнесу і менеджменту. – Х., 2001. – С. 61–63.
2002
83. Грабар І. Г. Управлінська вертикаль і синергетика руйнувань (аналіз
соціально-економічних подій в контексті синергетики та альтернативи
змін) / І. Г. Грабар, Є. І. Ходаківський. – Житомир : ЖІТІ, 2002. – 18 с.
84. Програма виробничої практики студентів спец. «Агрономія» за освітньокваліфікац. рівнями «Бакалавр» і «Спеціаліст» / О. А. Дереча, М. Ф. Рибак,
Є. І. Ходаківський [та ін.]. – Житомир, 2002. – 21 с.
85. Синергетика економічних систем : навч.-метод. посібник /
Є. І. Ходаківський, І. Г. Грабар, О. В. Вознюк, Л. Ф. Возна. –Житомир :
ЖІТІ, 2002. – 242 с.
86. Ходаківський Є. І. Синергетичні підходи до формування умов розвитку
агроекономічних систем / Є. І. Ходаківський // Матеріали ІV річ. зборів
Всеукр. конгр. вчених економістів-аграрників. – К. : ННЦ «ІАЕ», 2002. –
С. 273–278.
2003
87. Програма виробничої практики студентів спец. «Агрономія» за освітньокваліфікац. рівнями «Бакалавр» і «Спеціаліст» / О. А. Дереча, М. Ф. Рибак,
Є. І. Ходаківський [та ін.]. – Житомир, 2003. – 22 с.
88. Програма зарубіжної навчальної економічної практики для студентів
освітньо-кваліфікац. рівня «Бакалавр» за напрямками 6.050200
22
«Менеджмент» та 6.050100 «Економіка і підприємництво» /
Л. Д. Павловська, Є. І. Ходаківський, В. В. Ткачук [та ін.]. – Житомир :
ДАУ, 2003. – 12 с.
89. Синергетика економічних систем : навч. посібник / [І. Г. Грабар,
Є. І. Ходаківський, О. В. Вознюк та ін.] ; під наук. кер. та ред. І. Г. Грабара,
Є. І. Ходаківського, Л. Ю. Возної. – Житомир, 2003. – 242 с.
90. Ходаківський Є. І. Моя спеціальність – економіст. Дипломна робота:
спеціаліст, магістр : метод. розробка / Є. І. Ходаківський, Ю. С. Цал-Цалко,
М. П. Поліщук. – Житомир : ЖІТІ, 2003. – 111 с.
91. Ходаківський Є. І. Синергетика та регулювання стійкості економічних
систем / Є. І. Ходаківський // Синергетика: процеси саморганізації
технічних, технологічних та соціальних систем : матеріали І Всеукр. наук.
конф. – Житомир : ЖДТУ, 2003. – С. 27–33.
92. Ходаківський Є. І. Синергетика та слабкі сигнали / Є. І. Ходаківський,
І. Г. Грабар, О. В. Вознюк // Синергетика: процеси саморганізації
технічних, технологічних та соціальних систем : матеріали І Всеукр. наук.
конф. – Житомир : ЖДТУ, 2003. – С. 10–14.
2004
93. Ходаківський Є. І. Економіка та менеджмент праці (праксеологічний
аспект) : навч. посіб. / Є. І. Ходаківський, Ю. В. Богоявленська. –
Житомир : ЖДТУ, 2004. – 378 с.
94. Ходаківський Є. І. Синергетичні засади регулювання стійкості
агроекологічних систем / Є. І. Ходаківський // Формування та розвиток
аграрного ринку: матеріали VІ річних зборів Всеукр. конгр. вчених
економістів-аграрників, 16-17 січ. 2004 р. – К. : ННЦ «ІАЕ», 2004. – С. 260–267.
2005
95. Богоявленська Ю. В. Економіка та менеджмент праці : навч. посіб. /
Ю. В. Богоявленська, Є. І. Ходаківський. –К. : Кондор, 2005. – 332 с.
96. Ходаківський Є. Пейзажі життя : набірка поетизованих творів укр. та рос.
мовами для кожного із 100 друзів і подруг / Є. Ходаківський. – Житомир :
Рута, 2005. – 139 с.
97. Ходаківський Є. І. Соціально-економічні умови відтворення аграрія в
системі ринкових відносин / Є. І. Ходаківський // Соціально-економічні
проблеми розвитку українського села і сільських територій : зб. матеріалів
VІІ річних зборів Всеукр. конгр. вчених економістів-аграрників. – К. :
ННЦ «ІАЕ», 2005. – С. 359–363.
2006
98. Богоявленська Ю. В. Економіка та менеджмент праці : навч. посібник /
Ю. В. Богоявленська, Є. І. Ходаківський. – К. : Кондор, 2006. – 366 с.
99. Ткачук Г. Ю. Проблеми та перспективи розвитку малих підприємств
агробізнесу на прикладі Житомирської області / Г. Ю. Ткачук,
23
Є. І. Ходаківський // Формування стратегії розвитку регіонального АПК :
матеріали 2-ої міжфак. наук.-практ. конф. молодих вчених, 11 трав.
2006 р. – Житомир : Держ. агроекол. ун-т, 2006. – С. 62–64.
100. Хіміч О. Ф. Особливості формування маркетингової стратегії у
підприємствах АПК / О. Ф. Хіміч, Є. І. Ходаківський // Формування
стратегії розвитку регіонального АПК : матеріали 2-ої міжфак. наук.-практ.
конф. молодих вчених, 11 трав. 2006 р. – Житомир : Держ. агроекол. ун-т,
2006. – С. 73–77.
101. Ходаківський Є. І. Праксеологічні засади сучасного агроменеджменту /
Є. І. Ходаківський // Розвиток аграрної економічної науки в Україні та її
завдання в умовах освоєння ринкової системи господарювання : матеріали
Восьмих річних зборів Всеукр. конгр. вчених економістів-аграрників, 20-
21 черв. 2006 р. – К. : ННЦ «ІАЕ», 2006. – С. 326–332.
102. Ходаківський Є. І. Виробництво та споживання картоплі /
Є. І. Ходаківський, В. М. Положенець, Д. В. Чуб // Економіка АПК. –
2006. – № 7. – С. 109–111.
103. Чернелевська М. В. Проблеми розвитку АПК регіону та можливі шляхи їх
вирішення / М. В. Чернелевська, Є. І. Ходаківський // Формування стратегії
розвитку регіонального АПК : матеріали 2-ої міжфак. наук.-практ. конф.
молодих вчених, 11 трав. 2006 р. – Житомир : Держ. агроекол. ун-т, 2006. –
С. 55–57.
104. Шатило О. М. Динамічні зміни на ринку хмелю / О. М. Шатило,
Є. І. Ходаківський // Формування стратегії розвитку регіонального АПК :
матеріали 2-ої міжфак. наук.-практ. конф. молодих вчених, 11 трав.
2006 р. – Житомир : Держ. агроекол. ун-т, 2006. – С. 33–36.
2007
105. Богоявленська Ю. В. Психологія управління з основами соціоінтеграції (у
парадигмі праксеології та синергетики) : монографія /
Ю. В. Богоявленська, Т. П. Грабар, Є. І. Ходаківський. – Житомир : ЖДТУ,
2007. – 700 с.
106. Еколого-економічне управління підприємством : навч. посіб. /
О. М. Віленчук, О. В. Іванюк, Є. І. Ходаківський [та ін.] ; за заг. ред.
Є. І. Ходаківського. – Житомир : Держ. агроекол. ун-т, 2007. – 134 с.
107. Економісти про природу, кохання та економіку : вірші молодих поетів –
майбутніх фахівців з економіки та поетичні роздуми доктора економічних
наук Є. І. Ходаківського / Спілка економістів України, ЖДТУ. – Житомир,
2007. – С. 31–63.
108. Синергетична парадигма економіки : [монографія] / Є. І. Ходаківський,
І. Г. Грабар, Ю. С. Цал-Цалко [та ін.] ; за ред. Є. І. Ходаківського,
І. Г. Грабара, Ю. С. Цал-Цалко ; ЖДТУ, Спілка економістів України. –
Житомир : Рута, 2007. – 154 с.
109. Ткачук Г. Ю. Особливості формування конкурентного середовища
підприємств агробізнесу Житомирщини / Г. Ю. Ткачук,
24
Є. І. Ходаківський // Формування ринкових відносин в Україні. – 2007. –
№ 7-8. – С.140–145.
110. Ходаківський Є. І. Авторитаризм, синергетика руйнувань і позитивних
змін : наук.-попул. вид. / Є. І. Ходаківський, І. Г. Грабар, Ю. С. ЦалЦалко. – Житомир : Рута, 2007. – 206 с.
111. Ходаківський Є. І. Змін не потрібно боятися / Є. І. Ходаківський // Бізнес
Полісся. – 2007. – № 2. – С. 32–35.
112. Ходаківський Є. І. Методичні рекомендації до проведення практичних
занять з курсу «Моделі і методи прийняття рішень в аналізі і аудиті»: для
студ. спец. 7.050106 – «Облік і аудит» ОКР «Магістр» / Є. І. Ходаківський,
М. Ф. Плотнікова. – Житомир, 2007. – 89 с.
113. Ходаківський Є. І. Пріоритети розвитку збутової діяльності аграрних
формувань / Є. І. Ходаківський, М. Ф. Плотнікова // Стратегия развития
Украины в глобальной среде : материалы междунар. науч.-практ. конф.,
26-28 окт. 2007 г. – Симферополь : Издат. Центр Крымского ин-та бизнеса,
2007. – С. 41–44.
114. Ходаківський Є. І. Синергетична парадигма менеджменту /
Є. І. Ходаківський // Молодь і освіта. Європейський вибір : матеріали
наук.-практ. конф, 16 берез. 2007 р. – Житомир : ПВНЗ «Європейський
університет», 2007. – С.114–116.
2008
115. Ходаківський Є. І. Методичні основи моделювання еколого-виробничої
рівноваги / Є. І. Ходаківський, Ю. В. Артеменко, І. В. Мартинчук //
Економіка: проблеми теорії та практики. – Дніпропетровськ : ДНУ, 2008. –
С. 649–655.
116. Ходаківський Є. І. Психологія управління : [навч. посіб.] /
Є. І. Ходаківський, Ю. В. Богоявленська, Т. П. Грабар ; за ред.
Є. І. Ходаківського. – К. : Центр учбової л-ри, 2008. – 606 с.
117. Ходаківський Є. І. Синергетична ідентифікація кооперації /
Є. І. Ходаківський // Стратегія розвитку і реалізації потенціалу АПК : кол.
монографія / відп. за вип. Ю. С. Цал-Цалко, К. О. Бужимська. – Житомир :
Рута, 2008. – С. 230–248.
118. Ходаківський Є. І. Стійкість національної економіки в контексті
доходності аграрного сектору / Є. І. Ходаківський // Проблеми
забезпечення дохідності агропромислового виробництва в Україні в
постіндустріальний період : матеріали X річних зборів Всеукр. конгр.
вчених економістів-аграрників, 10-11 квіт. 2008 р. – К. : ННЦ «ІАЕ»,
2008. – С. 192–196.
2009
119. Богоявленська Ю. В. Економіка та менеджмент праці : навч. посіб. /
Ю. В. Богоявленська, Є. І. Ходаківський. – К. : Кондор, 2009. – 332 с.
25
120. Економіка та менеджмент інноваційної діяльності [Електронний ресурс] :
навч. посіб. для студ. вищ. навч. закладів/ І. Г. Грабар, О. В. Іванюк,
Є. І. Ходаківський [та ін.]. – К. : Центр навч. л-ри, 2009. – 1 електрон. опт.
диск. (СD-ROM). – (Електронні видання)
121. Комплексна програма розвитку сільського господарства Житомирської
області у 2009-2010 роках та на період до 2015 року / М. М. Дейсан,
М. П. Дідківський, Є. І. Ходаківський [та ін.]. – Житомир : Рута, 2009. –
304 с.
122. Наукові парки інноваційного підприємництва. Технопарк : монографія /
І. Г. Грабар, М. І. Лещенко, А. С. Малиновський, Є. І. Ходаківський. –
Житомир : ЖНАЕУ, 2009. – 347 с.
123. Управление сельским бизнесом и его инфраструктурой в Украине /
Е. Ходаковский, Ю. Богоявленская, М. Плотникова, С. Тищенко //
Management theory and studies for rural business and infrastructure
development. – 2009. – V. 17 : Social and economic rural development /
ЖНАЕУ. – С. 147–156.
124. Ходаківський Є. І. Еколого-економічні аспекти реабілітації радіоактивно
забруднених лісових масивів Житомирщини / Є. І. Ходаківський,
О. В. Баляр // Інновації для сільського господарства : матеріали міжнар.
наук.-практ. конф., 26 берез. 2009 р. – Житомир, 2009. – С. 35–37.
125. Ходаківський Є. І. Методологія наукових досліджень в парадигмі
синергетики : монографія / Є. І. Ходаківський, В. К. Данилко, Ю. С. ЦалЦалко ; [за заг. ред. Є. І. Ходаківського]. – Житомир : ЖДТУ, 2009. – 340 с.
126. Ходаківський Є. І. Психологія управління : [навч. посіб.] /
Є. І. Ходаківський, Ю. В. Богоявленська, Т. П. Грабар ; за ред.
Є. І. Ходаківського. – 2-ге вид. – К. : Центр учбової л-ри, 2009. – 605 с.
127. Ходаківський Є. І. Синергетичні засади розвитку агроекономічної
системи / Є. І. Ходаківський // Агропромисловий комплекс України: стан
та перспективи розвитку : наук. зб. за матеріалами VII Пленуму Спілки
економістів України та Всеукр. наук.-практ. конф. – К. : Аратта, 2009. –
С. 88–104.
128. Ходаківський Є. І. Синергетичні засади формування макросегментів ринку
землі / Є. І. Ходаківський // Трансформація земельних відносин до
ринкових умов : зб. матеріалів 11 річних зборів Всеукр. конгр. вчених
економістів-аграрників, 26-27 лют. 2009 р. / редкол. : П. Т. Саблук [та
ін.]. – К. : ННЦ «ІАЕ», 2009. – С. 358–363.
129. Ходаківський Є. І. Соціально-економічний та екологічний захист
сільського населення / Є. І. Ходаківський, Н. І. Лугинець, О. М. Охрімчук //
Агропромисловий комплекс України: стан та перспективи розвитку : наук.
зб. за матеріалами VII Пленуму Спілки економістів України та Всеукр.
наук.-практ. конф. – К. : Аратта, 2009. – С. 204–219.
130. Ходаківський Є. І. Психологія управління [Електронний ресурс] : навч.
посіб. / Є. І. Ходаківський, Ю. В. Богоявленська, Т. П. Грабар ; за ред.
26
Є. І. Ходаківського. – К. : ЦУЛ, 2009. – 1 електрон. опт. диск (СD-ROM). –
(Психологія, педагогіка, соціологія та соціальна робота).
2010
131. Економічна діагностика : навч. посіб. / О. М. Яценко, А. О. Соколова,
Є. І. Ходаківський, В. І. Ткачук. – Житомир : ЖНАЕУ, 2010. – 464 с.
132. Ходаківський Є. І. Роль маркетингу у формуванні ринку картоплі /
Є. І. Ходаківський, С. В. Сокальський // Зб. наук. пр. Таврійського держ.
агротехнолог. ун-ту (екон. науки). – 2010. – № 2. – С. 40–46.
133. Ходаковский Е. И. Современная социально-экономическая политика
Украины: проблемы обеспечения уровня и качества жизни /
Е. И. Ходаковский, Ю. В. Богоявленская, М. Ф. Плотникова // Management
theory and studies for rural business and infrastructure development. – 2010. –
V. 21. – Р. 18–25.
2011
134. Дмитренко О. О. Підвищення ефективності діяльності ВАТ
«Коростенський хлібозавод» за рахунок оптимізації обсягів виробництва
продукції / О. О. Дмитренко, Є. І. Ходаківський // Формування стратегії
розвитку аграрного сектора регіону : матеріали 7-ої міжфакультет. наук.-
практ. конф. молодих вчених, 20 трав. 2011 р. : у 2-х т. / редкол. :
Ю. С. Цаль-Цалко, В. В. Зіновчук, Є. І. Ходаківський [та ін.] ; ЖНАЕУ. –
Житомир : ЖНАЕУ, 2011. – Т. 1. – С. 66–69.
135. Добровольська К. С. Оцінка рентабельності продукції молокопереробної
галузі України / К. С. Добровольська, Є. І. Ходаківський // Формування
стратегії розвитку аграрного сектора регіону : матеріали 7-ої міжфакультет.
наук.-практ. конф. молодих вчених, 20 трав. 2011 р. : у 2-х т. / редкол. :
Ю. С. Цаль-Цалко, В. В. Зіновчук, Є. І. Ходаківський [та ін.] ; ЖНАЕУ. –
Житомир : ЖНАЕУ, 2011. – Т. 1. – С. 69–72.
136. Желєзко О. С. Шляхи підвищення інвестиційної привабливості регіонів /
О. С. Желєзко, Є. І. Ходаківський // Формування стратегії розвитку
аграрного сектора регіону : матеріали 7-ої міжфакультет. наук.-практ.
конф. молодих вчених, 20 трав. 2011 р. : у 2-х т. / редкол. : Ю. С. ЦальЦалко, В. В. Зіновчук, Є. І. Ходаківський [та ін.] ; ЖНАЕУ. – Житомир :
ЖНАЕУ, 2011. – Т. 2. – С. 101–104.
137. Літяга І. В. Удосконалення системи мотивації персоналу / І. В. Літяга,
Є. І. Ходаківський // Формування стратегії розвитку аграрного сектора
регіону : матеріали 7-ої міжфакультет. наук.-практ. конф. молодих вчених,
20 трав. 2011 р. : у 2-х т. / редкол. : Ю. С. Цаль-Цалко, В. В. Зіновчук,
Є. І. Ходаківський [та ін.] ; ЖНАЕУ. – Житомир : ЖНАЕУ, 2011. – Т. 1. –
С. 125–128.
138. Ткачук А. В. Підвищення ефективності використання ресурсного
потенціалу аграрних підприємств / А. В. Ткачук, Є. І. Ходаківський //
Формування стратегії розвитку аграрного сектора регіону : матеріали 7-ої
27
міжфакультет. наук.-практ. конф. молодих вчених, 20 трав. 2011 р. : у 2-х т. /
редкол. : Ю. С. Цаль-Цалко, В. В. Зіновчук, Є. І. Ходаківський [та ін.] ;
ЖНАЕУ. – Житомир : ЖНАЕУ, 2011. – Т. 1. – С. 3–6.
139. Федіна О. А. Конкурентоспроможність та формування конкурентних
переваг продукції м’ясопереробних підприємств / О. А. Федіна,
Є. І. Ходаківський // Формування стратегії розвитку аграрного сектора
регіону : матеріали 7-ої міжфакультет. наук.-практ. конф. молодих вчених,
20 трав. 2011 р. : у 2-х т. / редкол. : Ю. С. Цаль-Цалко, В. В. Зіновчук,
Є. І. Ходаківський [та ін.] ; ЖНАЕУ. – Житомир : ЖНАЕУ, 2011. – Т. 1. –
С. 213–216.
140. Ходаківський Є. І. Еколого-економічні та соціальні альтернативи
відродження сільських територій у регіоні радіаційного забруднення /
Є. І. Ходаківський, О. В. Іванюк // Соціогуманітарний розвиток територій,
постраждалих від Чорнобильської катастрофи: проблеми та шляхи їх
розв’язання : матеріали круглого столу, 27 трав. 2011 р. / Ін-т економіки
природокористування та сталого розвитку. – К., 2011. – С. 193–196.
141. Ходаківський Є. І. Економічні альтернативи використання лісосировини /
Є. І. Ходаківський, В. О. Смаглій, О. В. Іванюк // Вісн. ЖНАЕУ. – 2011. –
№ 1, т. 2 : Екон. науки. – С. 407–413.
142. Ходаківський Є. І. Інституційна ієрархія і гомеостатичність системи
формування інтеграційних структур (синергетичний конспект) /
Є. І. Ходаківський // Інституціональні засади трансформацій в аграрній
сфері : зб. матеріалів Тринадцятих річ. зборів Всеукр. конгр. вчен.
економістів-аграрників, 20-21 черв. 2011 р. – К. : ННЦ «ІАЕ», 2011. –
С. 388–395.
143. Ходаківський Є. І. Психологія управління : підручник / Є. І. Ходаківський,
Ю. В. Богоявленська, Т. П. Грабар. – 3-тє вид., переробл. та допов. ; за ред.
Є. І. Ходаківського. – К. : Центр учбової л-ри, 2011. – 663 с.
144. Ходаківський Є. І. Синергетика слабких сигналів і фазових переходів в
економічних системах / Є. І. Ходаківський // Організаційно-економічні
трансформації в аграрному виробництві : зб. матеріалів Дванадцятих річ.
зборів Всеукр. конгр. вчених економістів-аграрників, 25-26 лют. 2010 р. –
К. : ННЦ «ІАЕ», 2010. – С. 208–213.
145. Ходаківський Є. І. Синергетичні засади оптимістичного (на основі
гештальтів), рефлексивного та контролінгового управління в
підприємствах молокопереробного підкомплексу / Є. І. Ходаківський,
В. В. Камінська // Сучасні тенденції економічної теорії і практики:
світовий досвід та вітчизняні реалії : зб. наук.-метод. пр. – Херсон, 2011. –
С. 267–269.
146. Ходаківський Є. І. Синергетичні підходи до формування інтеграційних
структур / Є. І. Ходаківський, В. В. Камінська, О. В. Мосієнко // Економіка
АПК. – 2011. – № 1. – С. 121–126.
147. Чернов Є. Б. Особливості формування та реалізації стратегії розвитку в
сучасних ринкових умовах / Є. Б. Чернов, Є. І. Ходаківський // Формування
28
стратегії розвитку аграрного сектора регіону : матеріали 7-ої міжфакультет.
наук.-практ. конф. молодих вчених, 20 трав. 2011 р. : у 2-х т. / редкол. :
Ю. С. Цаль-Цалко, В. В. Зіновчук, Є. І. Ходаківський [та ін.] ; ЖНАЕУ. –
Житомир : ЖНАЕУ, 2011. – Т. 1. – С. 89–92.
148. Шиманська І. В. Ефективність використання та відтворення основних
засобів на підприємствах України / І. В. Шиманська, Є. І. Ходаківський //
Формування стратегії розвитку аграрного сектора регіону : матеріали 7-ої
міжфакультет. наук.-практ. конф. молодих вчених, 20 трав. 2011 р. : у 2-х т. /
редкол. : Ю. С. Цаль-Цалко, В. В. Зіновчук, Є. І. Ходаківський [та ін.] ;
ЖНАЕУ. – Житомир : ЖНАЕУ, 2011. – Т. 1. – С. 69–72.
2012
149. Микитюк В. М. Ринковий фундаменталізм і державне регулювання в галузі
скотарства / В. М. Микитюк, Є. І. Ходаківський, О. М. Яценко // Економіка
АПК. – 2012. – № 10. – С. 57–62.
150. Організація і економіка використання біоресурсів : прогр. навч. дисц. для
підготовки фахівців ОКР «Бакалавр» напряму 6.030601 «Менеджмент» у
вищ. навч. закл. II-IV рівнів акредитації М-ва аграр. політики та
продовольства України / уклад. Г. М. Калетнік, О. Д. Гудзинський,
Є. І. Ходаківський [та ін.]. – К. : Агроосвіта, 2012. – 12 с.
151. Ходаківський Є. І. Синергетичні засади виробничої інтеграції /
Є. І. Ходаківський, В. В. Камінська // Парадигмальні зрушення в
економічній теорії ХХІ ст. : матеріали міжнар. наук.-практ. конф., 15-16
лист. 2012 р. / Київський нац. ун-т. ім. Т. Шевченка. – К., 2012. – С. 332–335.
152. Ходаківський Є. І. Формування системи пільг виробництва молочної
продукції / Є. І. Ходаківський, В. В. Камінська // Інноваційна економіка. –
2012. – № 1. – С. 253–258.
2013
153. Ходаківський Є. І. Інвестиційна привабливість виробництва аграрної
продукції / Є. І. Ходаківський, М. Ф. Плотнікова // Зб. наук. пр.
Черкаського держ. технол. ун-ту. Сер. Екон. науки. – 2013. – Вип. 33,
ч. 1. – С. 21–26.
154. Ходаківський Є. І. Інтелектуальна власність: економіко-правові аспекти :
[навч. посіб.] / Є. І. Ходаківський, В. П. Якобчук, І. Л. Литвинчук. –
Житомир : Рута, 2013. – 270 с.
155. Ходаківський Є. І. Синергетичні засади розвитку агроекономічної
системи / Є. І. Ходаківський // Стратегія розвитку аграрного сектору
економіки на період до 2020 року : зб. матеріалів Чотирнадцятих річних
зборів Всеукр. конгр. вчених економістів-аграрників, 16-17 жовт. 2012 р. –
К., 2013. – С. 480–487.
29
Монографії
1. Ходаківський Є. І. Моделі внутрігосподарської оренди : монографія /
Є. І. Ходаківський. – Житомир : Облкниговидав, 1992. –115 с.
2. Ходаківський Є. І. Ціна селянської праці / Є. І. Ходаківський // Мотивація
праці та формування ринку робочої сили : монографія / за ред.
П. Т. Саблука, О. А. Бугуцького. – К. : ІАЕ УААН, 1993. – С. 280–284.
3. Богоявленська Ю. В. Психологія управління з основами соціоінтеграції (у
парадигмі праксеології та синергетики) : монографія /
Ю. В. Богоявленська, Т. П. Грабар, Є. І. Ходаківський. – Житомир : ЖДТУ,
2007. – 700 с.
4. Синергетична парадигма економіки : [монографія] / Є. І. Ходаківський,
І. Г. Грабар, Ю. С. Цал-Цалко [та ін.]. – Житомир : Рута, 2007. – 160 с.
5. Ходаківський Є. І. Синергетична ідентифікація кооперації /
Є. І. Ходаківський // Стратегія розвитку і реалізації потенціалу АПК : кол.
монографія / відп. за вип. Ю. С. Цал-Цалко, К. О. Бужимська. – Житомир :
Рута, 2008. – С. 230–248.
6. Наукові парки інноваційного підприємництва. Технопарк : монографія /
І. Г. Грабар, М. І. Лещенко, А. С. Малиновський, Є. І. Ходаківський. –
Житомир : ЖНАЕУ, 2009. – 347 с.
7. Ходаківський Є. І. Методологія наукових досліджень в парадигмі
синергетики : монографія / Є. І. Ходаківський, В. К. Данилко, Ю. С. ЦалЦалко ; за заг. ред. Є. І. Ходаківського. – Житомир : ЖДТУ, 2009. – 340 с.
Підручники, навчальні посібники
1. Ходаківський Є. Праксеологічні підходи в менеджменті : навч.-метод.
посіб. / Є. Ходаківський, І. Кучерук, Ю. Богоявленська. – Житомир : ЖІТІ,
2001. – 108 с.
2. Синергетика економічних систем : навч.-метод. посіб. / Є. І. Ходаківський,
І. Г. Грабар, О. В. Вознюк, Л. Ф. Возна. –Житомир : ЖІТІ, 2002. – 242 с.
3. Синергетика економічних систем : навч. посібник / [І. Г. Грабар,
Є. І. Ходаківський, О. В. Вознюк та ін.] ; під наук. кер. та ред. І. Г. Грабара,
Є. І. Ходаківського, Л. Ю. Возної. – Житомир, 2003. – 242 с.
4. Ходаківський Є. І. Економіка та менеджмент праці (праксеологічний
аспект) : навч. посіб. / Є. І. Ходаківський, Ю. В. Богоявленська. –
Житомир : ЖДТУ, 2004. – 378 с.
5. Богоявленська Ю. В. Економіка та менеджмент праці : навч. посіб. /
Ю. В. Богоявленська, Є. І. Ходаківський. –К. : Кондор, 2005. – 332 с.
6. Еколого-економічне управління підприємством : навч. посіб. /
О. М. Віленчук, О. В. Іванюк, Є. І. Ходаківський [та ін.] ; за заг. ред.
Є. І. Ходаківського. – Житомир : ДВНЗ «Держ. агроекол. ун-т», 2007. –
134 с.
7. Ходаківський Є. І. Психологія управління : [навч. посіб.] /
Є. І. Ходаківський, Ю. В. Богоявленська, Т. П. Грабар ; за ред.
Є. І. Ходаківського. – К. : Центр учбової л-ри, 2008. – 606 с.
30
8. Богоявленська Ю. В. Економіка та менеджмент праці : навч. посіб. /
Ю. В. Богоявленська, Є. І. Ходаківський. – К. : Кондор, 2009. – 332 с.
9. Економіка та менеджмент інноваційної діяльності [Електронний ресурс] :
навч. посіб. для студ. вищ. навч. закладів/ І. Г. Грабар, О. В. Іванюк,
Є. І. Ходаківський [та ін.]. – К. : Центр навч. л-ри, 2009. – 1 електрон. опт.
диск. (СD-ROM). – (Електронні видання).
10. Ходаківський Є. І. Психологія управління : [навч. посіб. ] /
Є. І. Ходаківський, Ю. В. Богоявленська, Т. П. Грабар ; за ред.
Є. І. Ходаківського. – 2-ге вид. – К. : Центр учбової л-ри, 2009. – 605 с.
11. Ходаківський Є. І. Психологія управління [Електронний ресурс] : навч.
посіб. / Є. І. Ходаківський, Ю. В. Богоявленська, Т. П. Грабар ; за ред.
Є. І. Ходаківського. – К. : ЦУЛ, 2009. – 1 електрон. опт. диск (СD-ROM). –
(Психологія, педагогіка, соціологія та соціальна робота).
12. Економічна діагностика : навч. посіб. / О. М. Яценко, А. О. Соколова,
Є. І. Ходаківський, В. І. Ткачук. – Житомир : ЖНАЕУ, 2010. – 464 с.
13. Ходаківський Є. І. Психологія управління : підручник / Є. І. Ходаківський,
Ю. В. Богоявленська, Т. П. Грабар ; за ред. Є. І. Ходаківського. – 3-тє вид.,
переробл. та допов. – К. : Центр учбової л-ри, 2011. – 663 с.
14. Ходаківський Є. І. Інтелектуальна власність: економіко-правові аспекти :
навч. посіб. / Є. І. Ходаківський, В. П. Якобчук, І. Л. Литвинчук. –
Житомир : Рута, 2013. – 270 с.
Праці, опубліковані за науковою редакцією Є. І. Ходаківського
1. Віленчук О. М. Формування системи страхування екологічних ризиків :
монографія / О. М. Віленчук ; [наук. ред. Є. І. Ходаківський]. – Житомир :
ЖНАЕУ, 2007. – 259 с.
2. Данилко В. К. Концептуальні основи локального відновлення виробництва
в регіоні радіаційного забруднення / В. К. Данилко, М. Л. Токмачов,
Р. М. Корнійчук ; за ред. Є. І. Ходаківського. – Житомир : ЖІТІ, 2002. – 68 с.
3. Еколого-економічне управління підприємством : навч. посіб. /
О. М. Віленчук, О. В. Іванюк, Є. І. Ходаківський [та ін.] ; заг. ред.
Є. І. Ходаківського. – Житомир, 2007. – 134 c.
4. Корчемлюк А. І. Гудвіл корпоративних підприємств : монографія /
А. І. Корчемлюк, І. Л. Литвинчук, Г. В. Циганенко ; за ред.
Є. І. Ходаківського. – Житомир : Євенок, 2013. – 160 с.
5. Костриця М. М. Сільський туризм: теорія, методологія, практика :
(етноісторичний туристичний кластер «Древлянська земля») /
М. М. Костриця ; за заг. ред. Є. І. Ходаківського, Ю. С. Цал-Цалка. –
Житомир : ЖДТУ, 2006. – 196 с.
6. Органічне виробництво і продовольча безпека : [зб. доп. учасн. Міжнар.
наук.-практ. конф.] / [ред. кол. : О. Скидан, Ю. Раманаускас,
Є. Ходаківський та ін.]. – Житомир : Полісся, 2013. – 491 с.
31
7. Ризикогенність та страхування в аграрній сфері (теорія, практика) : кол.
моногр. / [Віленчук О. М. та ін.] ; за заг. ред. Є. І. Ходаківського ; Спілка
економістів України. – Житомир : Полісся, 2013. – 320 с.
8. Синергетика економічних систем : навч. посіб. / [І. Г. Грабар,
Є. І. Ходаківський, О. В. Вознюк та ін.] ; під наук. кер. та ред. І. Г. Грабара,
Є. І. Ходаківського, Л. Ю. Возної. – Житомир, 2003. – 242 с.
9. Синергетика: методологія ефектів : монографія / [І. Є. Януль,
Ю. Ю. Мороз, О. В. Іванюк та ін.] ; [наук. ред. : Є. І. Ходаківський,
Т. О. Зінчук, І. Г. Грабар]. – Житомир : ЖНАЕУ, 2012. – 624 с.
10. Синергетична парадигма економіки : [монографія] / Є. І. Ходаківський,
І. Г. Грабар, Ю. С. Цал-Цалко [та ін.] ; за ред. Є. І. Ходаківського,
І. Г. Грабара, Ю. С. Цал-Цалко ; ЖДТУ, Спілка економістів України. –
Житомир : Рута, 2007. – 154 с.
11. Ходаківський Є. І. Методологія наукових досліджень в парадигмі
синергетики : монографія / Є. І. Ходаківський, В. К. Данилко, Ю. С. ЦалЦалко ; [за заг. ред. Є. І. Ходаківського]. – Житомир : ЖДТУ, 2009. – 340 с.
12. Ходаківський Є. І. Психологія управління : [навч. посіб. ] /
Є. І. Ходаківський, Ю. В. Богоявленська, Т. П. Грабар ; за ред.
Є. І. Ходаківського. – 2-ге вид. – К. : Центр учбової л-ри, 2009. – 605 с.
13. Ходаківський Є. І. Психологія управління : [навч. посіб.] /
Є. І. Ходаківський, Ю. В. Богоявленська, Т. П. Грабар ; за ред.
Є. І. Ходаківського. – К. : Центр учбової л-ри, 2008. – 606 с.
14. Ходаківський Є. І. Психологія управління : підручник / Є. І. Ходаківський,
Ю. В. Богоявленська, Т. П. Грабар ; за ред. Є. І. Ходаківського. – 3-тє вид.,
переробл. та допов. – К. : Центр учбової л-ри, 2011. – 663 с.
Дисертації, підготовлені під науковим керівництвом Є. І. Ходаківського
1. Жидецкий С. Н. Социально-экономическая оценка работы управленческих
кадров : дис. … канд. экон. наук : 08.00.22 / Жидецкий Станислав
Николаевич. – К., 1989. – 198 с.
2. Віленчук О. М. Теоретико-методологічні засади страхування екологічних
ризиків : дис. … канд. екон. наук : 08.08.01 / Віленчук Олександр
Миколайович. – К., 2004. – 194 с.
3. Плотнікова М. Ф. Економічна ефективність структуризації
хлібопродуктового підкомплексу : дис. … канд. екон. наук : 08.07.02 /
Плотнікова Марія Федорівна. – Житомир, 2005. – 194 с.
4. Богоявленська Ю. В. Формування менеджменту на підприємствах зв’язку:
праксеологічні засади : дис. … канд. екон. наук : 08.06.01 / Богоявленська
Юлія Вячеславівна. – Одеса, 2006. – 192 с.
5. Костриця М. М. Підприємницькі засади розвитку сільського туризму :
дис. … канд. екон. наук : 08.00.04 / Костриця Микола Миколайович. –
Житомир, 2008. – 226 с.
32
6. Присяжнюк О. Ф. Формування маркетингової стратегії молокопереробних
підприємств : дис. … канд. екон. наук : 08.00.04 / Присяжнюк Оксана
Федорівна. – Житомир, 2008. – 206 с.
7. Циганенко Г. В. Механізм корпоративного управління в акціонерних
товариствах з переробки сільгосппродукції : дис. … канд. екон. наук :
08.00.04 / Циганенко Ганна Володимирівна. – Житомир, 2009. – 195 с.
8. Смаглій В. О. Еколого-економічна ефективність вапнування в зоні
радіоактивного забруднення : дис. … канд. екон. наук : 08.00.06 / Смаглій
Віктор Олександрович. – Рівне, 2011. – 176 с.
9. Сокальський С. В. Підвищення економічної ефективності виробництва
картоплі в регіоні : дис. … канд. екон. наук : 08.00.04 / Сокальський Сергій
Вікторович. – Житомир, 2011. – 224 с.
10. Тарасова В. В. Ресурсоємність і ресурсовіддача в аграрному виробництві
(теорія, методологія, практика) : дис. … д-ра екон. наук : 08.00.03 /
Тарасова Валентина Віталіївна. – К., 2011. – 498 с.
11. Ткачук Г. Ю. Формування конкурентоспроможності малих підприємств
агробізнесу : дис. … канд. екон. наук : 08.00.04 / Ткачук Ганна Юріївна. –
Житомир, 2011. – 221 с.
12. Іванюк О. В. Економічні засади використання біомаси для
енергозабезпечення сільських територій : дис. … канд. екон. наук :
08.00.03 / Іванюк Ольга Володимирівна. – Житомир, 2012. – 180 с.
Література про життя та діяльність Є. І. Ходаківського
1. Лабораторія економіки [з 1981–2008 р. зав. відділом Ходаківський Є. І.] //
Історія Інституту сільського господарства Полісся (1936-2011) : (до 75-
річчя заснування) / Ю. І. Савченко ; І. М. Саченко; І. Ю. Ратошнюк [та ін.];
за ред. Ю. І. Савченка. – Житомир: Рута, 2011. – С. 314–317.
2. Малиновський А. С. Ходаківський Євген Іванович / А. С. Малиновський //
Вчені економісти-аграрники / під ред. М. В. Зубець, О. М. Шпичак,
В. П. Ситника. – К. : Аграр. наука, 2001. – Кн. 5, ч. 2. – С. 416–418. –
(Українські вчені-аграрії ХХ століття).
3. Про відзначення державними нагородами України: Указ Президента
України № 30/2009 від 19 січня 2008 року // Урядовий кур’єр. – 2009. –
4 лют. – Орієнтир. – С. 5–8 (Присвоїти почесне звання «Заслужений діяч
науки і техніки України» Ходаківському Євгенію Івановичу – професорові
ДВНЗ «Державний агроекологічний університет», доктору економічних
наук, м. Житомир).
4. Ходаківський Є. І. // Державні нагороди та нагороджені в Україні : енцикл.
вид. / уклад. О. М. Войналович. – К. : Новий час, 2014. – С. 219.
5. Ходаківський Євгеній Іванович [Електронний ресурс]/ кафедра економіки
підприємства ЖНАЕУ. – Режим доступу:
http://kep.at.ua/index/khodakivskij_evgenij_ivanovich/0-6
1. ↑   https://polissiauniver.edu.ua/загальна-інформація-14/. {{cite web}}: Пропущений або порожній |title= (довідка)
2. ↑   https://ualibrarium.narod.ru/econ/managment/1x0/ekonomika-ta-menedjment-praci-bogoyavlensyka.html. {{cite web}}: Пропущений або порожній |title= (довідка)
3. ↑   (PDF) http://ir.polissiauniver.edu.ua/bitstream/123456789/3074/1/Metod_nauk_doslid_parad_synerh.pdf. {{cite web}}: Пропущений або порожній |title= (довідка)
4. 1 2   (PDF) https://shron1.chtyvo.org.ua/Khodakivskyi_Yevhen/Psykholohiia_upravlinnia.pdf. {{cite web}}: Пропущений або порожній |title= (довідка)
5. ↑   https://iii.ua/uk/fund/hodakivskiy-iei-intelektualna-vlasnist-ekonomiko-pravovi-aspekti-navchalniy-posibnik. {{cite web}}: Пропущений або порожній |title= (довідка)
6. ↑   https://scholar.google.com.ua/citations?view_op=view_citation&hl=ru&user=aMl50ksAAAAJ&citation_for_view=aMl50ksAAAAJ:Tiz5es2fbqcC. {{cite web}}: Пропущений або порожній |title= (довідка)
7. ↑   https://kep.at.ua/index/khodakivskij_evgenij_ivanovich/0-6. {{cite web}}: Пропущений або порожній |title= (довідка)
8. ↑   (PDF) http://ir.polissiauniver.edu.ua/bitstream/123456789/592/1/Hodakivsky_Ye_I_pokazhchyk.pdf. {{cite web}}: Пропущений або порожній |title= (довідка)
9. ↑   http://www.nbuv.gov.ua/node/1756. {{cite web}}: Пропущений або порожній |title= (довідка)
10. ↑   https://www.zhytomyr.city/sumna-zvistka-pomer-profesor-yevgenij-ivanovych-hodakivskyj/. {{cite web}}: Пропущений або порожній |title= (довідка)
11. ↑   https://scholar.google.com.ua/citations?user=aMl50ksAAAAJ&hl=ru&oi=sra. {{cite web}}: Пропущений або порожній |title= (довідка)